# Bryozoichthys
Bryozoichthys és un gènere de peixos de la família dels estiquèids i de l'ordre dels perciformes.

## Distribució geogràfica
Es troba al Pacífic nord: des de Corea del Sud i el nord de Hokkaido (el Japó) fins al nord del mar del Japó, el mar d'Okhotsk, el mar de Bering, les illes Aleutianes, el golf d'Alaska, Alaska i el sud de la Colúmbia Britànica (el Canadà).

## Taxonomia
- Bryozoichthys lysimus (Jordan & Snyder, 1902)[21]
- Bryozoichthys marjorius (McPhail, 1970)[22][23][24][25][26][27][28][29][30][31][32]